# 兩華會

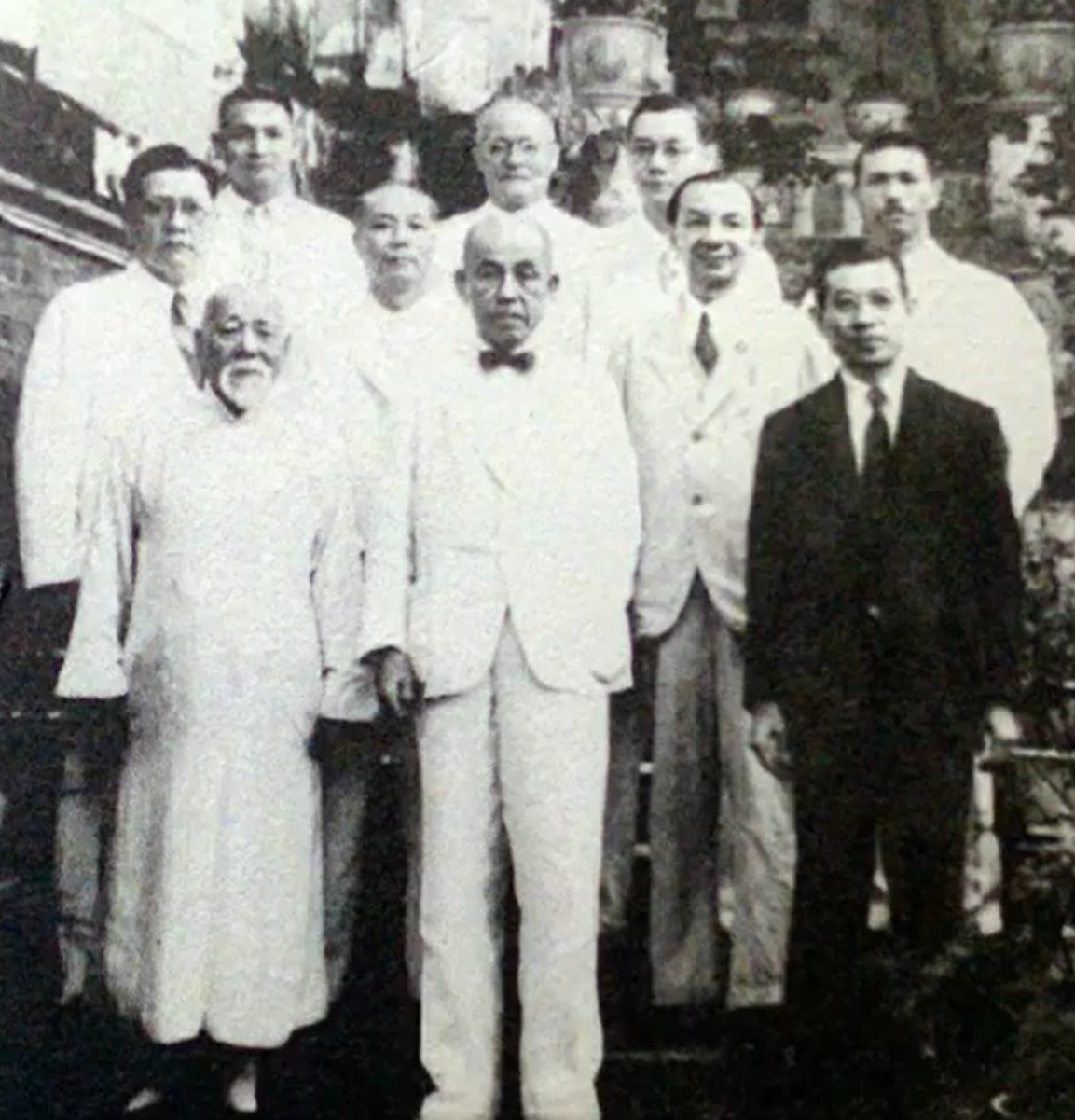
兩華會成員與佔領地總督磯谷廉介（前排正中）合照

兩華會是香港日佔時期，由香港佔領地政府於1942年成立的華人議會，分別是「華民代表會」及「華民各界協議會」，兩者合稱「兩華會」。這兩個議會都直接向當時的香港佔領地總督磯谷廉介負責。兩華會於1945年8月因日本戰敗及香港重光而被廢除。

## 組織架構
「華民代表會」簡稱「代表會」，是中央的諮詢組織，可向佔領地政府就華人政務提出建議，惟該議會的成員僅有4人，他們分別是在戰前被視為親英派的羅旭龢、李子方，而親日派以劉鐵誠、陳廉伯為代表。
「華民各界協議會」簡稱「協議會」，是地方層面的議會，負責營運設於社區的民生組織「區役所」，並且向佔港日軍的領導層反映地方民情，當時的「華民各界協議會」主席為周壽臣，李冠春則為副主席，成員包括當時的社會名流，如鄧肇堅、譚雅士等20多人。